# Margherita Occhiena

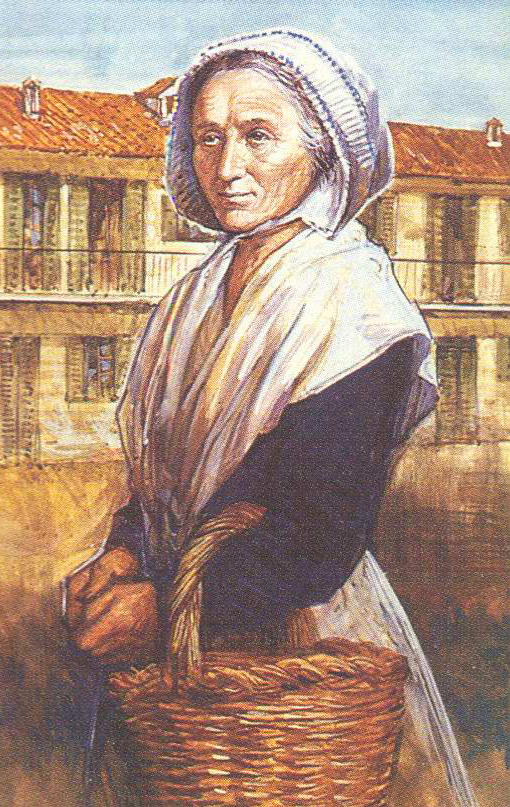
De moeder van Don Bosco.

Margherita Occhiena (Capriglio, 1 april 1788 – Turijn, 25 november 1856) was de moeder en een van de eerste medewerksters van de heilig verklaarde Don Bosco.

## Eerbiedwaardig
Zij werd geboren in het landbouwersgezin van Melchiorre Occhiena en Domenica Bossone. Op 24-jarige leeftijd huwde zij met de weduwnaar Francesco Bosco (1780-1817), die uit een vorig huwelijk reeds de zoon Antonio had. Samen kregen ze twee zonen, Giuseppe  (1813-1862) en de later bekende Giovanni  (Don Bosco). Vader Francesco overleed reeds na enkele jaren, Margherita bleef achter met drie kinderen. Ondanks de moeilijke jaren kon haar jongste zoon toch voor priester studeren.
Vanaf 1846 hielp ze mee bij het werk van haar zoon en ging aan de slag in de instelling waar de jongelingen woonden en opleiding kregen, door wie ze Mama Margherita werd genoemd. In 2006 werd ze door paus Benedictus XVI eerbiedwaardig verklaard, 150 jaar na haar overlijden. Het zaligverklaringsproces was reeds gestart in 1995.
Eerbiedwaardig betekent dat de Kerk heeft erkend dat haar eer toekomt, omdat zij op heldhaftige wijze de christelijke deugden heeft beoefend.